# Desa Karyamekar (administrativ by i Indonesien, lat -6,55, long 107,11)
Desa Karyamekar är en administrativ by i Indonesien.   Den ligger i provinsen Jawa Barat, i den västra delen av landet, 50 km sydost om huvudstaden Jakarta.